# Howlin' Wolf
Chester Arthur Burnett (White Station, Misisipi, 10 de junio de 1910-Chicago, Illinois, 10 de enero de 1976), conocido como Howlin' Wolf (Lobo Aullador), fue un músico estadounidense, cantante de blues, guitarrista y armonicista.
Con una voz y una presencia física características, Burnett se colocó entre los principales artistas del blues eléctrico; el músico y crítico musical Cub Koda declaró, "nadie puede igualar a Howlin 'Wolf en su singular capacidad para el rock."
Con sus 1,98 m de estatura y cerca de 136 kg de peso, fue una figura imponente con una de las voces más memorables entre todos los cantantes de blues "clásicos" en el Chicago de los años 50. Su voz ha sido comparada con "el sonido de las máquinas pesadas que operan en un camino de grava". Junto con su contemporáneo y rival profesional Muddy Waters, formaron los dos pilares del Chicago blues.

## Biografía

### Comienzos
Hijo de plantadores de algodón, Howlin' Wolf trabajó de granjero en la década de los 30, siendo uno de los pioneros entre los negros que emigraron en los años 40 a Chicago, aunque siempre mantuvo sus raíces. Sirvió durante la Segunda Guerra Mundial en el ejército estadounidense.
El origen del nombre viene de cuando su abuelo le contaba historias sobre lobos de esa parte del país. Le advertía que si él se portaba mal, los lobos vendrían aullando a buscarlo.
Sus padres se separaron cuando él era aún muy joven. Su madre Gertrudis, muy religiosa, lo echó de la casa mientras él todavía era un niño por negarse a trabajar en la granja, luego se trasladó junto con su tío, Will Young, y lo trató mal. Cuando tenía 13 años, se escapó y afirmó haber caminado 85 millas (137 kilómetros) descalzo para reunirse con su padre, donde finalmente encontró un hogar feliz dentro de la familia grande de su padre. Durante el pico de su éxito, regresó de Chicago a su ciudad natal para ver a su madre, pero ella le rechazó y se negó a tomar cualquier dinero que le ofreció, diciendo que su música era música del diablo.

### Carrera
En 1948 formó una banda que incluía guitarristas como Willie Johnson y M. T. Murphy, el armonicista Junior Parker, un pianista llamado Destruction y el batería Willie Steele, y en 1951 comenzó a actuar en radio en West Memphis, Arkansas.
Su álbum de 1962 Rockin' Chair Album es uno de los más famosos discos de blues, conocido por la ilustración de su cubierta con una mecedora. Este álbum contenía "Wang Dang Doodle," "Goin' Down Slow," "Spoonful" y "The Red Rooster", canciones que sirvieron de base a los repertorios de las bandas inglesas y americanas enamoradas de los blues de Chicago. 
En 1965 apareció en el show televisivo Shindig junto con los Rolling Stones.
Wolf dio varios conciertos en Chicago en 1972, grabados por la discográfica Chess en su álbum Live and Cookin' y en 1973 produjo su último álbum The Back Door Wolf. Tuvo especial resonancia su álbum London Sessions, grabado en Londres junto a una super-banda de estrellas británicas (Eric Clapton, Stevie Winwood, Charlie Watts, Bill Wyman) y su inseparable Hubert Sumlin.
El inimitable estilo abrasivo de Howlin' Wolf ha imposibilitado cualquier imitación. Dotado de una técnica musical rudimentaria (tanto en la armónica como en la guitarra slide), su peculiar sentido del tempo y sus aullidos (como en la célebre "Smokestack Lightning") confirieron siempre a sus interpretaciones un vigor inigualable. 
El rock psicodélico de los sesenta tuvo en Howlin' Wolf a uno de sus máximos inspiradores. Jimi Hendrix comenzó su actuación en el festival de Monterrey, en 1967, (su primera aparición al nivel de las grandes estrellas) con una frenética versión de un clásico de Howlin' Wolf, "Killing floor". Los Cream convirtieron en éxito otra de las grandes piezas de Howlin' Wolf (aunque compuesta por Willie Dixon), la febril "Spoonful", y también los californianos Grateful Dead legaron una recordada recreación de "Sittin' on the top of the world". The Doors versionó "Back door Man" y los Rolling Stones tuvieron unos de sus éxitos más tempranos con la inefable "Little red rooster". El estilo vocal de John Fogerty, cantante de Creedence Clearwater Revival, debe también mucho a Howlin' Wolf, lo que se hace patente en canciones del grupo como "The Graveyard Train" entre otras.
Howlin' Wolf murió de cáncer en el Hospital de Veteranos de Hines, Illinois, el 10 de enero de 1976.

## Discografía
- 1959: Moanin' in the Moonlight
- 1962: Howlin' Wolf Sings the Blues
- 1962: Howlin' Wolf
- 1964: Rockin' the Blues – Live in Germany
- 1966: The Real Folk Blues
- 1966: Live in Cambridge
- 1966: The Super Super Blues Band
- 1967: More Real Folk Blues
- 1969: The Howlin' Wolf Album
- 1971: Message to the Young
- 1971: Going Back Home
- 1971: The London Howlin' Wolf Sessions
- 1972: Live and Cookin' (At Alice's Revisited)
- 1973: Evil – Live at Joe's Place
- 1973: The Back Door Wolf
- 1974: London Revisited
- 1975: Change My Way
- 1990: Cadillac Daddy – Memphis Recordings 1952
- 1997: His Best